# All She Wrote
Singles de FireHouse
Don't Treat Me Bad
(1991) Reach for the Sky
(1992)
All She Wrote est le quatrième single du groupe FireHouse sorti en 1991.

## Liste des chansons
| No | Titre         | Durée |
| -- | ------------- | ----- |
| 1. | All She Wrote | 4:27  |